# Scott Turner
Eric Scott Turner, né le 26 février 1972 à Richardson au Texas, est un homme d'affaires, homme politique, conférencier, pasteur chrétien baptiste et ancien joueur de football américain. Depuis le 5 février 2025, il occupe le poste de secrétaire au Logement et au Développement urbain des États-Unis au sein de la seconde présidence de Donald Trump.
Il a été directeur exécutif du conseil pour les opportunités et la revitalisation de la Maison-Blanche. Turner a également été représentant de l'État du Texas pour le 33e district, comprenant une partie du Comté de Collin et l'intégralité du Comté de Rockwall. Avant de se lancer en politique, Turner a joué au poste de cornerback dans la National Football League (NFL) pendant neuf saisons.

## Biographie

### Jeunesse et carrière sportive
Turner joue au football américain au Lycée J.J. Pearce (en) de Richardson au Texas et il intègre ensuite l'université de l'Illinois à Urbana-Champaign où il joue en tant que cornerback titulaire pour le Fighting Illini de l'Illinois au sein de la NCAA Division I FBS. Il y obtient un diplôme en communication et est sélectionné en 226e choix lors du 7e tour de la draft 1995 de la NFL par la franchise des Redskins de Washington.
Entre 1995 et 2004, Turner joue pour les Redskins, les Chargers de San Diego et les Broncos de Denver. Il est le dernier joueur des Chargers à avoir porté le numéro 21 avant que ce numéro ne soit associé à LaDainian Tomlinson.

### Carrière politique
Pendant les intersaisons de la NFL, Turner travaille comme stagiaire au Congrès pour Duncan L. Hunter. Après sa retraite sportive, il accepte un poste à temps plein dans le bureau de ce député. En 2006, il se présente à l'élection partielle du 50e district de Californie où il termine huitième sur 17 candidats.
Après sa défaite, Turner retourne à Frisco au Texas, où il poursuit sa carrière de conférencier motivateur. En avril 2007, il rejoint en tant que directeur du développement commercial l'entreprise de logiciels de gestion de contenu Systemware. Il lance également une ligne de costumes sur mesure.
En 2012, Turner annonce sa candidature à la Chambre des représentants du Texas pour le 33e district nouvellement créé. Lors des élections générales du 6 novembre, il bat Michael Carrasco, candidat du Parti libertarien et Jim Pruitt avant d'être investi le 8 janvier 2013. En 2013, la GOPAC (en) l'inscrit dans sa liste des leaders émergents du Parti républicain.
En janvier 2015, il convoite le poste de président de la Chambre des représentants du Texas contre Joe Straus (en), mais il perd par 127 voix contre 19. Turner décide ensuite de ne pas se représenter.
En 2019, le président Donald Trump le nomme directeur du Conseil pour les opportunités et la revitalisation de la Maison-Blanche, crée par le décret 13853.
En novembre 2024, le président-élu Donald Trump annonce sa nomination comme secrétaire au Logement et au Développement urbain des États-Unis dans sa seconde administration. Il est confirmé à ce poste par le Sénat à la suite d'un vote de 55 pour et 44 contre le 5 février 2025, et prend ses fonctions le jour-même.

### Ministère
En décembre 2020, lors d’un service à la Prestonwood Baptist Church (en) (dont Turner est membre), il annonce qu’il rejoindra l'équipe pastorale à la suite de la transition de l'administration Trump vers celle de Joe Biden.

### Carrière privée
En 2023, Turner est nommé directeur visionnaire de JPI, une entreprise de développement immobilier spécialisée dans les logements multifamiliaux abordables.